# Lokomotiva 464.2
Lokomotivy řady 464.2 (přezdívané Rosnička) měly sloužit k vozbě rychlých osobních vlaků na tratích s lehčím svrškem v době, kdy již docházelo k útlumu parního provozu. V roce 1956 byly vyrobeny dva prototypy, k sériové výrobě z důvodu vytíženosti Škodových závodů i ČKD nedošlo. 

## Vznik, výroba a provoz
V 50. letech 20. století začalo docházet k útlumu parního provozu, avšak výroba motorových a elektrických lokomotiv, které by byly schopny nahradit parní lokomotivy na rychlících a spěšných vlacích, byla teprve ve fázi příprav. ČSD proto vznesly požadavek na lokomotivy vycházející z osvědčených řad 464.0 a 464.1. Nabídku podala jak ČKD, tak Škoda, které byla zakázka přidělena. 
Škoda uplatnila zkušenosti z výroby velké série lokomotiv řady 556.0. V roce 1956 byly vyrobeny dva prototypy řady 464.2 a už při zkouškách se osvědčily. K sériové výrobě však nedošlo, protože v té době Škoda začínala s výrobou elektrických a ČKD s výrobou motorových lokomotiv. Sešlo také z plánované výroby v Polsku.
Obě lokomotivy byly po vykonání technicko-bezpečnostní zkoušky, při níž dosáhly rychlosti 105 km/h, zařazeny do LD Praha-Smíchov. Poté postupně vystřídaly depa Jihlava, Brno dolní a Olomouc, kde obě lokomotivy svoji službu v roce 1974 ukončily. Ve všech působištích byly vypravovány na rychlíky. Po jejich vyřazení projevilo Národní technické muzeum zájem o stroj 464.201. Vzhledem k jeho technickému stavu ale nakonec odkoupilo 464.202. Stroj 464.201 byl přeměněn na vytápěcí kotel a roku 1978 byl sešrotován.
Stroj 464.202 byl po zařazení do sbírek Národního technického muzea nejprve několik let odstaven v depozitáři v Čelákovicích a občasně vystavován. V roce 1980 podstoupila lokomotiva opravu vzhledu. V letech 1990–1993 byla lokomotiva v olomouckém depu opravena do provozuschopného stavu. Roku 2009 vypršela lokomotivě způsobilost kotle a na svoje opětovné uvedení do provozu musela počkat až do roku 2014.

## Technický popis
Pojezd je kompletně převzat z řady 464.1. Další konstrukční celky, jako například strojvůdcovská budka, byly převzaty z řady 556.0. Brzdy působí jednostranně na spřažená dvojkolí a zadní podvozek. Válcový kotel je svařovaný, skříňový kotel je nýtovaný. V dýmnici se nachází dvojitá dyšna Kylchap. Na kotli je umístěn jeden písečník a parojem. Voda je uložena ve třech zásobnících, dva jsou po stranách kotle a jeden pod uhlákem. Voda je do kotle dodávána pomocí dvou napaječů.